# Vasílios Pliátsikas
 (août 2025).
Vasílios Pliátsikas (en grec : Βασίλειος Πλιάτσικας), souvent appelé Vasílis Pliátsikas (Βασίλης Πλιάτσικας), est un footballeur international grec né le 14 avril 1988 à Athènes en Grèce. Il évolue actuellement au poste de milieu défensif pour le FC Schalke 04.